# Acide docosapentaénoïque
 (février 2024).
Si vous disposez d'ouvrages ou d'articles de référence ou si vous connaissez des sites web de qualité traitant du thème abordé ici, merci de compléter l'article en donnant les références utiles à sa vérifiabilité et en les liant à la section « Notes et références ».

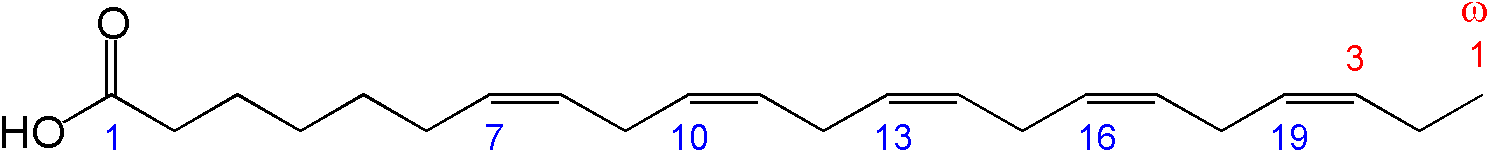
Acide clupanodonique.

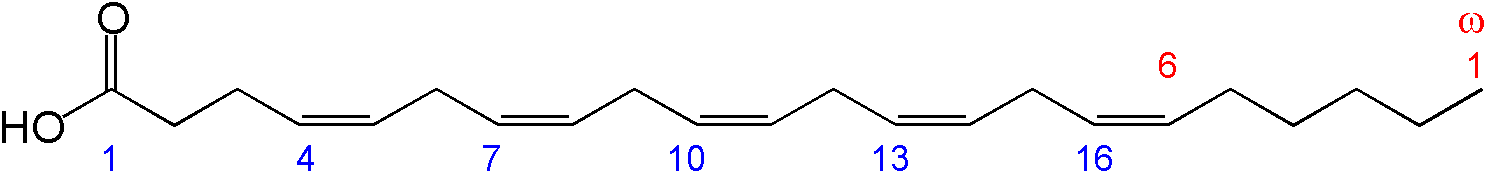
Acide d'Osbond.

L’acide docosapentaénoïque est un acide gras polyinsaturé à 22 atomes de carbone et cinq doubles liaisons (22:5) de formule CH3(–CH2)20–COOH. Il se présente sous la forme de plusieurs isomères, notamment :
- l'acide clupanodonique, tout-cis-Δ7,10,13,16,19 22:5, un oméga-3 issu de l'élongation de l'acide eicosapentaénoïque,
- l'acide d'Osbond, tout-cis-Δ4,7,10,13,16 22:5, un oméga-6 issu de l'élongation de l'acide arachidonique.